# Giovanni Francesco Commendone
Giovanni Francesco kardinál Commendone (17. března 1523, Benátky – 26. prosince 1584, Padova) byl italský římskokatolický kněz, diplomat Svatého stolce a od roku 1565 kardinál.

## Dílo
- Giovanni Francesco Commendone, Discorso sopra la Corte di Roma, ed. Mozzarelli Cesare, Roma 1996.